# NGC 7308
NGC 7308 is een elliptisch sterrenstelsel in het sterrenbeeld Kraanvogel. Het hemelobject werd in 1886 ontdekt door de Amerikaanse astronoom Francis Preserved Leavenworth.

## Synoniemen
- IC 1448
- MCG -2-57-17
- PGC 69194